# Stolac (kommun)
Stolac är en kommun i Bosnien och Hercegovina.   Den ligger i entiteten Federationen Bosnien och Hercegovina, i den södra delen av landet, 90 km söder om huvudstaden Sarajevo.